# ژیورنی

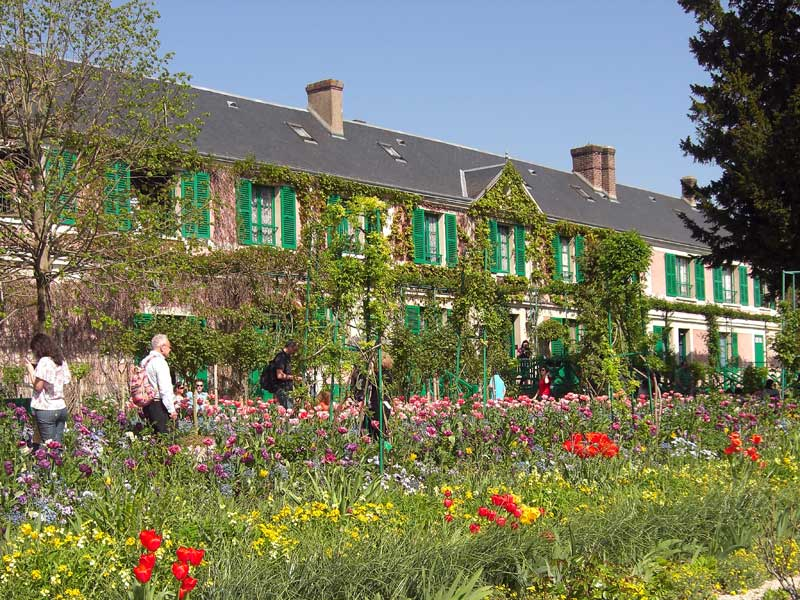
خانه کلود مونه در ژیورنی، نورماندی

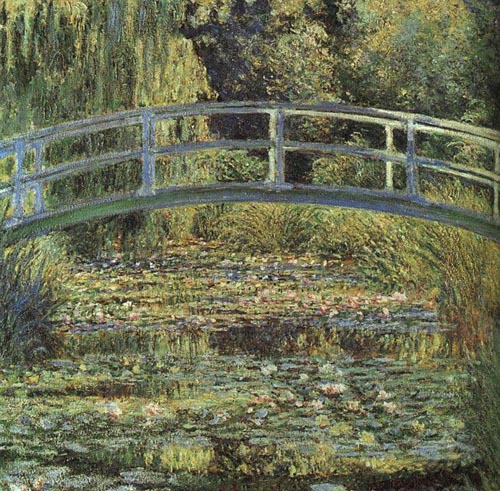
برکه نیلوفرهای آبی در باغ مونه، نقاشی شده سال ۱۸۹۹

ژیورنی (به فرانسوی:Giverny) روستای کوچک که در ۸۰ کیلومتری پاریس (پایتخت فرانسه) واقع شده است.
ژیورنی، زادگاه کلود مونه نقاش مشهورسبک امپرسیونیسم می‌باشد.
شهرت این روستا؛ به علت اقامت کلود مونه و وجود خانه ایشان در این روستاست.
در واقع یکی از معروف‌ترین و مهمترین جاذبه‌های توریستی این روستا نیز به همین دلیل می‌باشد. در سال ۱۸۸۳ کلود مونه مجدداً به زادگاه خود یعنی روستای ژیورنی بازمی‌گردد و تا پایان عمر در این روستا اقامت داشته است. کلود مونه در منزل شخصی اش، فضای گسترده‌ای را تبدیل به کارگاه نقاشی نموده و در آن به نقاشی از طبیعت و برکه گل‌های نیلوفر آبی اش می‌پرداخته است. این نقاش بلندپایه، نیز در مقبره گورستان کلیسای روستای ژیورنی به خاک سپرده شده است.

## جمعیت
| ۱۷۹۳ | ۱۸۰۰ | ۱۸۰۶ | ۱۸۲۱ | ۱۸۳۱ | ۱۸۳۶ | ۱۸۴۱ | ۱۸۴۶ | ۱۸۵۱ | ۱۸۵۶ |
| ---- | ---- | ---- | ---- | ---- | ---- | ---- | ---- | ---- | ---- |
| ۴۲۲  | ۴۳۰  | ۳۲۷  | ۴۰۷  | ۳۹۶  | ۴۱۷  | ۴۰۶  | ۳۷۸  | ۳۴۸  | ۳۳۴  |

| ۱۸۶۱ | ۱۸۶۶ | ۱۸۷۲ | ۱۸۷۶ | ۱۸۸۱ | ۱۸۸۶ | ۱۸۹۱ | ۱۸۹۶ | ۱۹۰۱ | ۱۹۰۶ |
| ---- | ---- | ---- | ---- | ---- | ---- | ---- | ---- | ---- | ---- |
| ۳۵۴  | ۳۴۰  | ۳۲۸  | ۳۰۶  | ۲۷۹  | ۲۷۷  | ۳۰۵  | ۲۹۱  | ۲۵۰  | ۳۱۳  |

| ۱۹۱۱ | ۱۹۲۱ | ۱۹۲۶ | ۱۹۳۱ | ۱۹۳۶ | ۱۹۴۶ | ۱۹۵۴ | ۱۹۶۲ | ۱۹۶۸ | ۱۹۷۵ |
| ---- | ---- | ---- | ---- | ---- | ---- | ---- | ---- | ---- | ---- |
| ۲۷۳  | ۲۴۳  | ۳۰۹  | ۲۹۸  | ۲۷۶  | ۳۰۴  | ۳۷۲  | ۳۶۳  | ۳۸۶  | ۵۰۹  |

| ۱۹۸۲ | ۱۹۹۰ | ۱۹۹۹ | ۲۰۰۸ |
| ---- | ---- | ---- | ---- |
| ۵۰۲  | ۵۴۸  | ۵۲۴  | ۵۰۲  |